# Produção de café em Angola
A produção de café em Angola é uma das mais antigas da África subsariana, remontando ao início do século XIX. Apesar da quebra nos níveis de produção observada nas últimas décadas, o café é ainda hoje um dos principais produtos agrícolas angolanos. No seu auge, em 1973, a província de Angola fez do Império Português o terceiro maior produtor de café do mundo. 

## História
A plantação e produção de café contribuíram em grande medida para o desenvolvimento económico da zona norte de Angola, com principal foco na região do Uíge.  A exploração comercial do café foi iniciada pelos portugueses na década de 1830. O interesse no negócio atraiu comerciantes não apenas da metrópole, mas também do Brasil, sendo a primeira plantação da província estabelecida por um agricultor luso-brasileiro em 1837.  A recente independência da colónia sul-americana motivou o governo de Lisboa a relocalizar os seus investimentos no ramo do café para territórios africanos. A colonização do Brasil permitira ao Império Português manter durante séculos uma posição de grande destaque na produção e comercialização de café à escala mundial, posição esta que Lisboa pretendia manter através de Angola e Moçambique.
A colheita mais comum nas 2000 plantações criadas durante o período da Angola colonial era do tipo robusta. O investimento do Império fez da província a terceira maior força produtora de café do mundo no início dos anos 1970. Porém, a guerra civil que se seguiu à independência do país levou à destruição ou abandono da grande maioria dos terrenos dedicados à exploração agrícola. Muitos dos agricultores dedicados ao ramo viram-se forçados a migrar para o Brasil ou Portugal.
A reabilitação de antigas plantações tem recebido alguma atenção desde o ano 2000, mas o investimento necessário para revitalizar plantas não-produtivas há mais de 40 anos estima-se nos 230 milhões de dólares. A abertura de novas estradas e a relativa paz observada desde o início do século trazem novas esperanças ao sector. 

## Produção

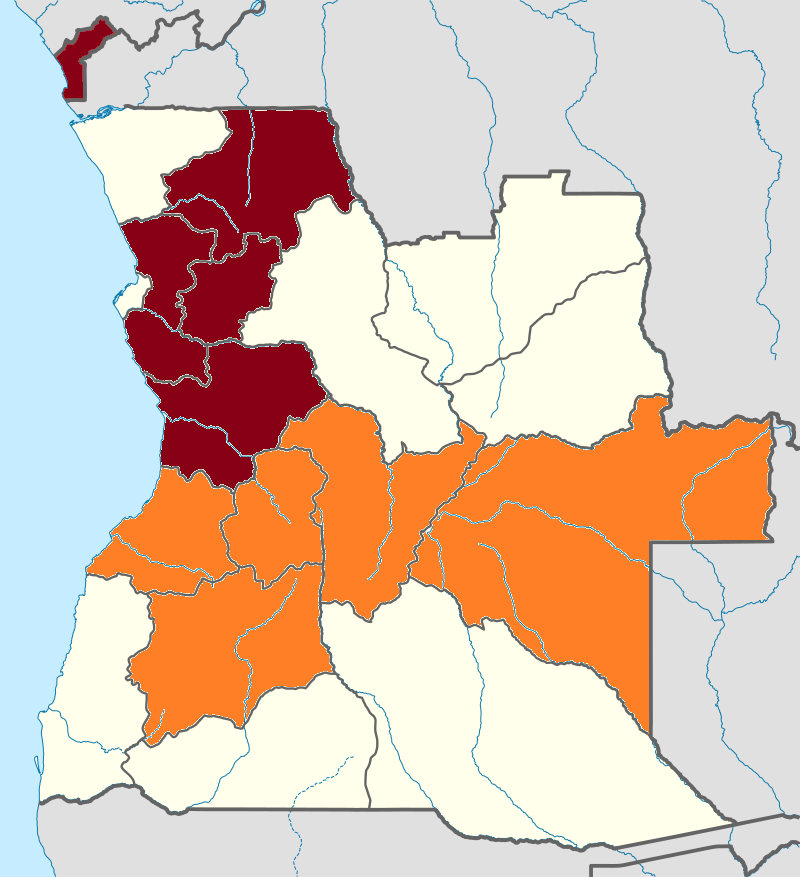
Áreas de produção de café em Angola. Café robusta marcado a castanho, café arábica marcado a cor-de-laranja.

Apesar do decorrer da Guerra Colonial, iniciada em 1961, o ano recorde de 1973 produziu um total de 230.000 toneladas de café. Após a Revolução de 25 de Abril de 1974 e a independência de Angola, a produção sofreu um decréscimo profundamente acentuado, muito devido às décadas de guerra civil.
Actualmente, o Instituto Nacional do Café de Angola conta com três entidades de pesquisa, responsáveis pela produção e distribuição de sementes de robusta nas regiões de Gabela, Cuanza Sul e Uíge. Porém, devido aos danos causados pela guerra, apenas uma delas se encontra em funcionamento. 
A produção efectiva de café robusta encontra-se limitada ao Uíge, Cuanza Norte, Cuanza Sul, Bengo e Cabinda. As exportações de café do tipo arábica não representam senão 5% da exportação total de café, sendo oriundas das regiões de Benguela, Bié, Huambo, Huila e Moxico.
De acordo com um estudo realizado em 2000 pela Organização Internacional do Café, o sector contribui muito pouco para a economia angolana. Em 1997, a exportação de café gerou apenas 5 milhões de dólares, dentro de um valor total de exportações estimado em 4.626 milhões. 
Em 2017, o sector de café angolano contava com apenas 50.000 hectares, um espaço 10 vezes menor do que o verificado nos anos 1970, quando 500.000 hectares eram dedicados à indústria. No mesmo ano, o país limitou-se a produzir 8.000 toneladas de café, empregando 25.000 agricultores, a maioria dos quais operando em pequenas plantações de escala familiar. 

## Regulação
A indústria do café em Angola é monitorizada e regulada pelo Secretário de Estado do Café, uma posição estabelecida em 1988. O seu departamento serve-se do Instituto Nacional do Café de Angola para supervisionar a produção no terreno. 
Todos os produtores de café devem obter uma licença, estimada em 40 dólares, e provar que têm os requisitos necessários para a produção, incluindo deter o capital necessário para lidar com 15 toneladas de café e um armazém capaz de suportar encargos logísticos. 